# Elulayo
Elulayo o Luli fue un rey de la ciudad fenicia de Tiro (728–695 a. C.). Durante su reinado, Tiro perdió lo que quedaba de su poder ante Asiria.

## Reinado
El historiador Flavio Josefo, quien a su vez se basa en la hoy perdida obra de Menandro de Éfeso, indica que reinó durante 36 años y le atribuye la represión de una ciudad de Chipre que parece ser Kition. En este contexto es el soberano de Tiro quien debe afrontar la hipotética expedición de Salmanasar V a fenicia.
Los registros asirios indican que él sigue siendo el rey de Tiro a 700 o 701 durante la tercera campaña de Senaquerib. Según la traducción más actual de este texto, huyó de Tiro a "Ladnana", es decir Chipre, donde "murió" poco después. Esta información es incompatible con la duración de su reinado, lo que sugiere que ya habría sido rey en 734 en el momento en que Hiram II todavía está bien atestiguado.
Sin embargo, no es imposible que se entienda en los anales que "desapareció" alrededor del 700, se refugió en Chipre y siguió reinando después durante unos años. Además, el documento asirio indica que también era "rey de Sidón", pero que es de Tiro desde donde se refugió en Chipre. Su predecesor Hiram II también había sido llamado "rey de los sidonios" en 743. Senaquerib reemplazó a Luli en Sidón por un cierto Ethbaal pero es posible que no haya logrado conquistar Tiro y Luli haya tomado posesión de la ciudad hasta su muerte, mientras que los reyes Urumilk I de Biblos y Abdiliti de Arwad se vieron obligados a pagar tributo.